# 国分健二
国分 健二（こくぶ けんじ、本名：国分 謙治、1949年10月5日 - ）は、大阪府大阪市出身の漫談家。落語芸術協会所属。
出囃子は浪花小唄から現在は高校三年生に変更されている。 

## 経歴
- 天王寺中学卒業後に、職を転々。
- 1970年（昭和45年）12月 曽我廼家明蝶主催の「明蝶学院」に入学し、浮世亭ケンボー・ヒロボーで新世界新花月で初舞台。師匠は浮世亭とん平。松竹芸能に所属。
- 1974年（昭和49年） 浮世亭ケンケン・てるてる結成。（島田紳助によれば、漫才ブームで浮上した「掛け合いを無視した突っ込みボケ」のスタイルを最初に演じたコンビ。国分はそのツッコミを担当。島田洋七（B&B）もこのスタイルを参考にしたと語っている。）
- 1975年（昭和50年） 角座で喜楽座旗揚げ。
- 1976年（昭和51年） 元ザ・パンチャーズのメンバーで父がアメリカ人の小川ジョージと浮世亭ジョージ・ケンジを結成。上方漫才コンテスト優秀話術賞を受賞。
- 1983年（昭和58年）10月 島田洋七の誘いを受け上京。
- 1990年（平成2年）1月 落語芸術協会に入会。島田洋七と新コンビ・スティング（のち4代目B&B）を結成。
- 現在は都内の寄席定席（落語芸術協会）に定期的に出演している。

## コンビ遍歴・改名歴
漫才コンビ遍歴
- 1. 浮世亭ケンボー（コンビ名／浮世亭ケンボー・ヒロボー） - 1970年結成、1972年頃解散。
- 2. 奈和けんじ（コンビ名／スカイせつ子・けん児） - 1972年頃結成、解散時期不明。
- 3. 浮世亭ケンケン（コンビ名／浮世亭ケンケン・てるてる） - 1974年結成、1975年2月頃解散。
- 4. 浮世亭ケンジ（コンビ名／浮世亭ジョージ・ケンジ） - 1976年7月結成、1978年解散。
- 5. 国分健二（コンビ名／スティング → B&B【4代目】） - 1983年結成、解散時期不明。

ピン芸人遍歴
- こくぶけん - 以降ピン芸人として活動。
- 若倉健 - 高倉健のものまね主体。
- 国分健二

## 受賞歴
浮世亭ジョージ・ケンジ時代
- 1977年　NHK上方漫才コンテスト 優秀話術賞
- 1977年　上方漫才大賞新人賞

## 出演作品

### 映画
- 島田洋七の佐賀のがばいばあちゃん

2009年（平成21年）4月11日九州先行上映、4月25日全国公開
（配給：九州シネマ・エンタープライズ）
工藤（大工）役

### 舞台
- 島田洋七のお笑い『佐賀のがばいばあちゃん』

2010年（平成22年）
5月3日 - 5月27日（博多座）
2011年（平成23年）
8月4日 - 8月11日（中日劇場・再演）
8月19日 - 8月21日(浅草公会堂）
9月4日（金沢・本多の森ホール）
10月2日 - 10月9日（新歌舞伎座）　
篠田（泥棒）役

## レコード
・人生オモロイで（B&B【国分健二・島田洋七】）/同カラオケ（コロムビア）（1985年8月）
　作詞：鳥井実　作曲：松浦孝之　編曲：池田孝春　